# Takydromus tachydromoides
Espèce
Synonymes
- Lacerta tachydromoides Schlegel in Temminck & Schlegel, 1838
- Tachydromus japonicus Duméril & Bibron, 1839
- Tachydromus holsti Boulenger, 1894

Takydromus tachydromoides est une espèce de sauriens de la famille des Lacertidae.

## Répartition
Cette espèce est endémique du Japon.
Sa présence est incertaine en Corée du Sud.

## Liste des sous-espèces
Selon The Reptile Database (23 mars 2013) :
- Takydromus tachydromoides oldi Walley, 1958
- Takydromus tachydromoides tachydromoides (Schlegel, 1838)

## Publications originales
- Temminck & Schlegel, 1838 : Reptilia elaborantibus. Saurii et batrachii p. 85-144 in Siebold, 1838 : Fauna Japonica auctore. L. Batavorum (texte intégral).
- Walley, 1958 : A new lacertid lizard from Korea. Herpetologica, vol. 14, p. 203-205.